# Coupe du monde de ski de fond 2010-2011
Navigation
Édition précédente Édition suivante
La 30e édition de la Coupe du monde de ski de fond se déroule entre le 20 novembre 2010 et le 20 mars 2011. Organisée par la Fédération internationale de ski, cette compétition débute fin novembre par des épreuves en style libre organisées à Gällivare en Suède. La Coupe du monde est interrompue par deux événements internationaux durant l'hiver : le Tour de Ski 2010-2011 organisé autour du Nouvel an et les championnats du monde de ski nordique prévus en février et mars à Oslo en Norvège. Comme lors de la saison précédente, la saison 2009-2010 est close à Falun en Suède par l'organisation des « Finales de Coupe du monde » (World Cup Final) disputées selon un format similaire au Tour de Ski.

## Classements

### Classements généraux
| Rang | Nom                | Points |
| ---- | ------------------ | ------ |
| 1    | Dario Cologna      | 1566   |
| 2    | Petter Northug     | 1236   |
| 3    | Daniel Richardsson | 981    |
| 4    | Lukáš Bauer        | 923    |
| 5    | Alexander Legkov   | 796    |
| 6    | Emil Jönsson       | 746    |
| 7    | Marcus Hellner     | 695    |
| 8    | Devon Kershaw      | 602    |
| 9    | Jean-Marc Gaillard | 589    |
| 10   | Alex Harvey        | 552    |

| Rang | Nom                 | Points |
| ---- | ------------------- | ------ |
| 1    | Justyna Kowalczyk   | 2073   |
| 2    | Marit Bjørgen       | 1578   |
| 3    | Arianna Follis      | 1310   |
| 4    | Therese Johaug      | 1173   |
| 5    | Charlotte Kalla     | 1110   |
| 6    | Petra Majdic        | 1087   |
| 7    | Marianna Longa      | 1051   |
| 8    | Astrid Jacobsen     | 810    |
| 9    | Aino-Kaisa Saarinen | 715    |
| 10   | Kikkan Randall      | 657    |

### Classements de distance
| Rang | Nom                | Points |
| ---- | ------------------ | ------ |
| 1    | Dario Cologna      | 706    |
| 2    | Daniel Richardsson | 568    |
| 3    | Lukáš Bauer        | 553    |
| 4    | Petter Northug     | 512    |
| 5    | Alexander Legkov   | 503    |

| Rang | Nom               | Points |
| ---- | ----------------- | ------ |
| 1    | Justyna Kowalczyk | 1039   |
| 2    | Marit Bjørgen     | 775    |
| 3    | Therese Johaug    | 671    |
| 4    | Marianna Longa    | 563    |
| 5    | Arianna Follis    | 518    |

### Classements de sprint
| Rang | Nom                 | Points |
| ---- | ------------------- | ------ |
| 1    | Emil Jönsson        | 580    |
| 2    | Ola Vigen Hattestad | 407    |
| 3    | Jesper Modin        | 300    |
| 4    | Alexei Petukhov     | 277    |
| 5    | Fulvio Scola        | 275    |

| Rang | Nom               | Points |
| ---- | ----------------- | ------ |
| 1    | Petra Majdic      | 480    |
| 2    | Arianna Follis    | 434    |
| 3    | Kikkan Randall    | 427    |
| 4    | Marit Bjørgen     | 403    |
| 5    | Justyna Kowalczyk | 314    |

## Calendrier et podiums

### Homme

#### Épreuves individuelles
| Étape                                                      | Lieu                               | Épreuve                             | Date                               | Vainqueur           | Deuxième               | Troisième           |
| ---------------------------------------------------------- | ---------------------------------- | ----------------------------------- | ---------------------------------- | ------------------- | ---------------------- | ------------------- |
| 1                                                          | Gällivare                          | 15 km libre                         | 20 novembre 2010                   | Marcus Hellner      | Dario Cologna          | Daniel Richardsson  |
| Nordic Opening (26 au 28 novembre)                         |                                    |                                     |                                    |                     |                        |                     |
| 2                                                          | Kuusamo                            | Sprint style classique              | 26 novembre 2010                   | John Kristian Dahl  | Alexey Poltaranin      | Sami Jauhojärvi     |
| 3                                                          | Kuusamo                            | 10 km classique                     | 27 novembre 2010                   | Dario Cologna       | Aleksandr Legkov       | Daniel Richardsson  |
| 4                                                          | Kuusamo                            | 15 km libre avec handicap           | 28 novembre 2010                   | Lukáš Bauer         | Ilia Chernousov        | Marcus Hellner      |
| 5                                                          | Nordic Opening - Classement        | Nordic Opening - Classement         | Nordic Opening - Classement        | Aleksandr Legkov    | Dario Cologna          | Daniel Richardsson  |
| 6                                                          | Düsseldorf                         | Sprint style libre                  | 4 décembre 2010                    | Emil Jönsson        | Fulvio Scola           | Øystein Pettersen   |
| 7                                                          | Davos                              | 15 km classique                     | 11 décembre 2010                   | Alexey Poltaranin   | Aleksandr Legkov       | Lukáš Bauer         |
| 8                                                          | Davos                              | Sprint style libre                  | 12 décembre 2010                   | Emil Jönsson        | Alexey Petukhov        | Dario Cologna       |
| 9                                                          | La Clusaz                          | 30 km libre départ en ligne         | 18 décembre 2010                   | Maxim Vylegzhanin   | Petter Northug         | Aleksandr Legkov    |
| Tour de Ski 2010-2011 (31 décembre 2010 au 9 janvier 2011) |                                    |                                     |                                    |                     |                        |                     |
| 10                                                         | Oberhof                            | 3,5 km libre                        | 31 décembre 2010                   | Marcus Hellner      | Alexey Petukhov        | Petter Northug      |
| 11                                                         | Oberhof                            | 15 km poursuite classique           | 1er janvier 2011                   | Dario Cologna       | Devon Kershaw          | Aleksandr Legkov    |
| 12                                                         | Oberstdorf                         | Sprint style classique              | 2 janvier 2011                     | Emil Jönsson        | Devon Kershaw          | Dario Cologna       |
| 13                                                         | Oberstdorf                         | 20 km poursuite                     | 3 janvier 2011                     | Matti Heikkinen     | Dario Cologna          | Martin Jakš         |
| 14                                                         | Toblach                            | Sprint style libre                  | 5 janvier 2011                     | Devon Kershaw       | Dario Cologna          | Petter Northug      |
| 15                                                         | Toblach                            | 35 km poursuite libre avec handicap | 6 janvier 2011                     | Dario Cologna       | Marcus Hellner         | Petter Northug      |
| 16                                                         | Val di Fiemme                      | 20 km classique départ en ligne     | 8 janvier 2011                     | Petter Northug      | Dario Cologna          | Devon Kershaw       |
| 17                                                         | Val di Fiemme                      | 10 km poursuite libre               | 9 janvier 2011                     | Lukáš Bauer         | Roland Clara           | Curdin Perl         |
| 18                                                         | Tour de Ski - Classement           | Tour de Ski - Classement            | Tour de Ski - Classement           | Dario Cologna       | Petter Northug         | Lukáš Bauer         |
| 19                                                         | Liberec                            | Sprint style libre                  | 15 janvier 2011                    | Ola Vigen Hattestad | Federico Pellegrino    | Dušan Kožíšek       |
| 20                                                         | Otepää                             | 15 km classique                     | 22 janvier 2011                    | Eldar Roenning      | Daniel Richardsson     | Maxim Vylegzhanin   |
| 21                                                         | Otepää                             | Sprint style classique              | 23 janvier 2011                    | Eirik Brandsdal     | Ola Vigen Hattestad    | Nikita Kriukov      |
| 22                                                         | Rybinsk                            | 20 km poursuite                     | 4 février 2011                     | Ilia Chernousov     | Jean-Marc Gaillard     | Maurice Manificat   |
| 23                                                         | Rybinsk                            | Sprint style libre                  | 5 février 2011                     | Alexey Petukhov     | Ola Vigen Hattestad    | Anders Gløersen     |
| 24                                                         | Drammen                            | 15 km classique                     | 19 février 2011                    | Daniel Richardsson  | Martin Johnsrud Sundby | Petter Northug      |
| 25                                                         | Drammen                            | Sprint style libre                  | 20 février 2011                    | Emil Jönsson        | Alex Harvey            | Petter Northug      |
| Championnats du monde (24 février 2011 au 6 mars 2011)     |                                    |                                     |                                    |                     |                        |                     |
| 26                                                         | Lahti                              | 20 km poursuite                     | 12 mars 2011                       | Dario Cologna       | Maurice Manificat      | Vincent Vittoz      |
| 27                                                         | Lahti                              | Sprint style classique              | 13 mars 2011                       | Emil Jönsson        | Eirik Brandsdal        | Paal Golberg        |
| Finale Coupe du monde (16 au 20 mars 2011)                 |                                    |                                     |                                    |                     |                        |                     |
| 28                                                         | Stockholm                          | Sprint style classique              | 16 mars 2011                       | Emil Jönsson        | Petter Northug         | Ola Vigen Hattestad |
| 29                                                         | Falun                              | 3,3 km classique                    | 18 mars 2011                       | Ilia Chernousov     | Petter Northug         | Maxim Vylegzhanin   |
| 30                                                         | Falun                              | 20 km poursuite                     | 19 mars 2011                       | Petter Northug      | Giorgio Di Centa       | Daniel Richardsson  |
| 31                                                         | Falun                              | 15 km libre avec handicap           | 20 mars 2011                       | Finn Hågen Krogh    | Maurice Manificat      | Lukáš Bauer         |
| 32                                                         | Finale Coupe du monde - Classement | Finale Coupe du monde - Classement  | Finale Coupe du monde - Classement | Petter Northug      | Finn Hågen Krogh       | Dario Cologna       |

#### Épreuves par équipe
| Étape | Lieu       | Épreuve                            | Date             | Vainqueur                                                            | Deuxième                                                                   | Troisième                                                                       |
| ----- | ---------- | ---------------------------------- | ---------------- | -------------------------------------------------------------------- | -------------------------------------------------------------------------- | ------------------------------------------------------------------------------- |
| 1     | Gällivare  | Relais (4 × 10 km)                 | 21 novembre 2010 | Suède Mats Larsson Johan Olsson Daniel Richardsson Marcus Hellner    | Russie Evgeniy Belov Maksim Vylegjanine Piotr Sedov Aleksandr Legkov       | Norvège Eldar Rønning Martin Johnsrud Sundby Chris Andre Jespersen Sjur Røthe   |
| 2     | Düsseldorf | Sprint par équipes style libre     | 5 décembre 2010  | Norvège Ola Vigen Hattestad Anders Gløersen                          | Suède Mats Larsson Emil Jönsson                                            | Italie Fabio Pasini David Hofer                                                 |
| 3     | La Clusaz  | Relais (4 × 10 km)                 | 19 décembre 2010 | Suisse Toni Livers Dario Cologna Remo Fischer Curdin Perl            | Russie Evgeniy Belov Aleksandr Legkov Piotr Sedov Maxim Vylegzhanin        | Norvège Eldar Rønning Martin Johnsrud Sundby Tord Asle Gjerdalen Petter Northug |
| 4     | Liberec    | Sprint par équipes style classique | 16 janvier 2011  | Norvège Johan Kjølstad Ola Vigen Hattestad                           | Suède Jesper Modin Mats Larsson                                            | Norvège Eirik Brandsdal John Kristian Dahl                                      |
| 5     | Rybinsk    | Relais (4 × 10 km)                 | 6 février 2011   | Russie Evgeniy Belov Maksim Vylegjanine Piotr Sedov Aleksandr Legkov | Italie Valerio Checchi Giorgio Di Centa Roland Clara Pietro Piller Cottrer | Allemagne Andy Kühne Franz Goering Tom Reichelt Tobias Angerer                  |

### Femme

#### Épreuves individuelles
| Étape                                                      | Lieu                               | Épreuve                             | Date                               | Vainqueur         | Deuxième               | Troisième               |
| ---------------------------------------------------------- | ---------------------------------- | ----------------------------------- | ---------------------------------- | ----------------- | ---------------------- | ----------------------- |
| 1                                                          | Gällivare                          | 10 km libre                         | 20 novembre 2010                   | Marit Bjørgen     | Charlotte Kalla        | Arianna Follis          |
| Nordic Opening (26 au 28 novembre)                         |                                    |                                     |                                    |                   |                        |                         |
| 2                                                          | Kuusamo                            | Sprint style classique              | 26 novembre 2010                   | Marit Bjørgen     | Petra Majdič           | Astrid Jacobsen         |
| 3                                                          | Kuusamo                            | 5 km classique                      | 27 novembre 2010                   | Marit Bjørgen     | Justyna Kowalczyk      | Petra Majdič            |
| 4                                                          | Kuusamo                            | 10 km libre avec handicap           | 28 novembre 2010                   | Therese Johaug    | Nicole Fessel          | Justyna Kowalczyk       |
| 5                                                          | Nordic Opening - Classement        | Nordic Opening - Classement         | Nordic Opening - Classement        | Marit Bjørgen     | Justyna Kowalczyk      | Charlotte Kalla         |
| 6                                                          | Düsseldorf                         | Sprint style libre                  | 4 décembre 2010                    | Arianna Follis    | Kikkan Randall         | Vesna Fabjan            |
| 7                                                          | Davos                              | 10 km classique                     | 11 décembre 2010                   | Marit Bjørgen     | Justyna Kowalczyk      | Therese Johaug          |
| 8                                                          | Davos                              | Sprint style libre                  | 12 décembre 2010                   | Marit Bjørgen     | Arianna Follis         | Kikkan Randall          |
| 9                                                          | La Clusaz                          | 15 km libre départ en ligne         | 18 décembre 2010                   | Marit Bjørgen     | Justyna Kowalczyk      | Kristin Stoermer Steira |
| Tour de Ski 2010-2011 (31 décembre 2010 au 9 janvier 2011) |                                    |                                     |                                    |                   |                        |                         |
| 10                                                         | Oberhof                            | 2,8 km libre                        | 31 décembre 2010                   | Justyna Kowalczyk | Charlotte Kalla        | Astrid Jacobsen         |
| 11                                                         | Oberhof                            | 10 km poursuite classique           | 1er janvier 2011                   | Justyna Kowalczyk | Krista Lähteenmäki     | Marianna Longa          |
| 12                                                         | Oberstdorf                         | Sprint style classique              | 2 janvier 2011                     | Petra Majdič      | Justyna Kowalczyk      | Astrid Jacobsen         |
| 13                                                         | Oberstdorf                         | 10 km poursuite                     | 3 janvier 2011                     | Anna Haag         | Charlotte Kalla        | Marthe Kristoffersen    |
| 14                                                         | Toblach                            | Sprint style libre                  | 5 janvier 2011                     | Petra Majdič      | Arianna Follis         | Magda Genuin            |
| 15                                                         | Toblach                            | 16 km poursuite libre avec handicap | 6 janvier 2011                     | Justyna Kowalczyk | Arianna Follis         | Marianna Longa          |
| 16                                                         | Val di Fiemme                      | 10 km classique départ en ligne     | 8 janvier 2011                     | Justyna Kowalczyk | Therese Johaug         | Marianna Longa          |
| 17                                                         | Val di Fiemme                      | 9 km poursuite libre                | 9 janvier 2011                     | Therese Johaug    | Marte Elden            | Marthe Kristoffersen    |
| 18                                                         | Tour de Ski - Classement           | Tour de Ski - Classement            | Tour de Ski - Classement           | Justyna Kowalczyk | Therese Johaug         | Marianna Longa          |
| 19                                                         | Liberec                            | Sprint style libre                  | 15 janvier 2011                    | Kikkan Randall    | Hanna Falk             | Celine Brun-Lie         |
| 20                                                         | Otepää                             | 10 km classique                     | 22 janvier 2011                    | Marit Bjørgen     | Justyna Kowalczyk      | Therese Johaug          |
| 21                                                         | Otepää                             | Sprint style classique              | 23 janvier 2011                    | Petra Majdič      | Hanna Brodin           | Maiken Caspersen Falla  |
| 22                                                         | Rybinsk                            | 10 km poursuite                     | 4 février 2011                     | Justyna Kowalczyk | Marianna Longa         | Aino-Kaisa Saarinen     |
| 23                                                         | Rybinsk                            | Sprint style libre                  | 5 février 2011                     | Vesna Fabjan      | Katja Visnar           | Justyna Kowalczyk       |
| 24                                                         | Drammen                            | 10 km classique                     | 19 février 2011                    | Marit Bjørgen     | Justyna Kowalczyk      | Aino-Kaisa Saarinen     |
| 25                                                         | Drammen                            | Sprint style libre                  | 20 février 2011                    | Kikkan Randall    | Maiken Caspersen Falla | Charlotte Kalla         |
| Championnats du monde (24 février 2011 au 6 mars 2011)     |                                    |                                     |                                    |                   |                        |                         |
| 26                                                         | Lahti                              | 10 km poursuite                     | 12 mars 2011                       | Therese Johaug    | Justyna Kowalczyk      | Arianna Follis          |
| 27                                                         | Lahti                              | Sprint style classique              | 13 mars 2011                       | Marit Bjørgen     | Astrid Jacobsen        | Petra Majdič            |
| Finale Coupe du monde (16 au 20 mars 2011)                 |                                    |                                     |                                    |                   |                        |                         |
| 28                                                         | Stockholm                          | Sprint style classique              | 16 mars 2011                       | Petra Majdič      | Marit Bjørgen          | Maiken Caspersen Falla  |
| 29                                                         | Falun                              | 2,5 km classique                    | 18 mars 2011                       | Marit Bjørgen     | Justyna Kowalczyk      | Therese Johaug          |
| 30                                                         | Falun                              | 10 km poursuite                     | 19 mars 2011                       | Marit Bjørgen     | Justyna Kowalczyk      | Therese Johaug          |
| 31                                                         | Falun                              | 10 km libre avec handicap           | 20 mars 2011                       | Arianna Follis    | Astrid Jacobsen        | Therese Johaug          |
| 32                                                         | Finale Coupe du monde - Classement | Finale Coupe du monde - Classement  | Finale Coupe du monde - Classement | Marit Bjørgen     | Justyna Kowalczyk      | Therese Johaug          |

#### Épreuves par équipe
| Étape | Lieu       | Épreuve                            | Date             | Vainqueur                                                                    | Deuxième                                                                      | Troisième                                                                  |
| ----- | ---------- | ---------------------------------- | ---------------- | ---------------------------------------------------------------------------- | ----------------------------------------------------------------------------- | -------------------------------------------------------------------------- |
| 1     | Gällivare  | Relais (4 × 5 km)                  | 21 novembre 2010 | Norvège Vibeke Skofterud Therese Johaug Kristin Størmer Steira Marit Bjørgen | Suède Britta Norgren Anna Haag Maria Rydqvist Charlotte Kalla                 | Italie Magda Genuin Marianna Longa Silvia Rupil Arianna Follis             |
| 2     | Düsseldorf | Sprint par équipes style libre     | 5 décembre 2010  | Italie Magda Genuin Arianna Follis                                           | Norvège Maiken Caspersen Falla Celine Brun-Lie                                | Canada Daria Gaiazova Chandra Crawford                                     |
| 3     | La Clusaz  | Relais (4 × 5 km)                  | 19 décembre 2010 | Norvège Vibeke Skofterud Therese Johaug Kristin Størmer Steira Marit Bjørgen | Italie Virginia de Martin Topranin Marianna Longa Silvia Rupil Arianna Follis | Suède Sara Lindborg Anna Haag Maria Rydqvist Charlotte Kalla               |
| 4     | Liberec    | Sprint par équipes style classique | 16 janvier 2011  | Norvège Maiken Caspersen Falla Marit Bjørgen                                 | Italie Magda Genuin Marianna Longa                                            | Norvège Kari Vikhagen Gjeitnes Celine Brun-Lie                             |
| 5     | Rybinsk    | Relais (4 × 15 km)                 | 6 février 2011   | Italie Magda Genuin Marianna Longa Silvia Rupil Arianna Follis               | Russie Valentina Novikova Svetlana Nikolaeva Yulia Tchekaleva Olga Mikhailova | Russie Anastasia Kasakul Julia Tikhonova Julia Ivanova Natalia Korosteleva |